# La vida de Galileo

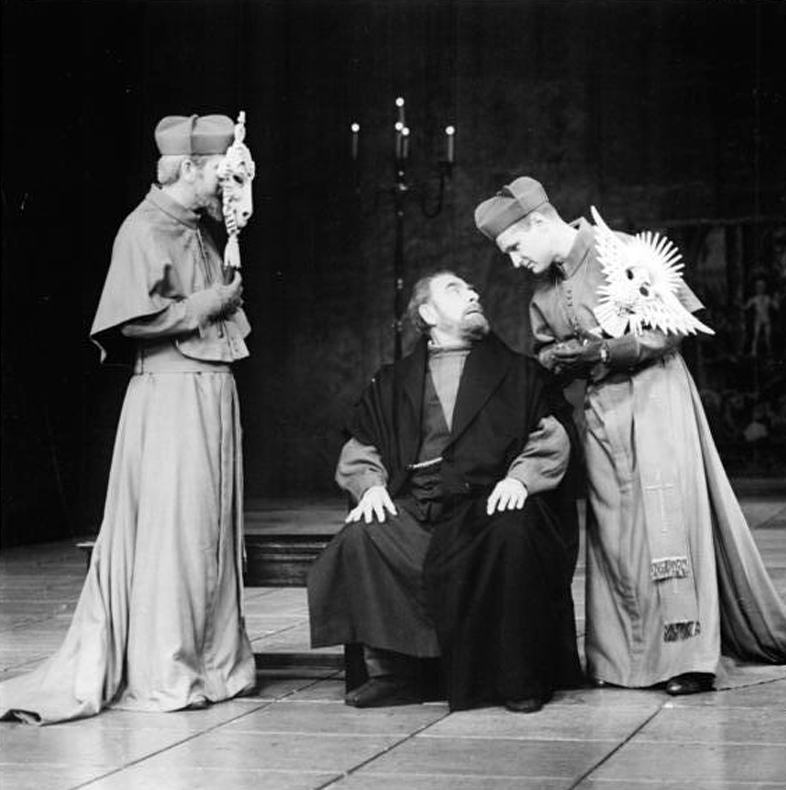
Imagen de la obra en una producción de Alemania, del año 1971.

La vida de Galileo (Leben des Galilei, en su título original) es una obra de teatro del dramaturgo alemán Bertolt Brecht escrita en 1939. En 1945-1947, el autor escribió una segunda versión en colaboración con Charles Laughton para adaptarla a la audiencia estadounidense. Una tercera versión data de 1955. Centrada en la vida del científico italiano Galileo Galilei, la crítica ha subrayado el alejamiento con respecto a los hechos reales, ya que el autor pretendía usar la historia para hacer una crítica de las autoridades contemporáneas.

## Argumento
Ambientada en 1609, la pieza se centra en los últimos años de vida del investigador italiano. En su hogar en Florencia, que comparte con su hija Virginia, tiene ocasión de transmitir parte de sus conocimientos a Andrea, el hijo de su casera, la Señora Sarti. Cuando Galileo hace públicos sus descubrimientos sobre el sistema solar recibe la condena de la jeraraquía eclesiástica. Ni siquiera el acceso a la silla de San Pedro del cultivado Cardenal Barberini hace disminuir la presión. Bajo presión de la Inquisición, Galileo renuncia a propagar sus tesis. En su aislamiento, recibe la visita de Andrea, convertido ya en estudiante universitario, al que hace entrega de su documento Dos nuevas ciencias en el que resume sus descubrimientos, pidiéndole que lo difunda más allá de las fronteras de Italia.

## Representaciones destacadas
- Schauspielhaus, Zúrich, 9 de septiembre de 1943. Estreno.
  - Dirección: Leonard Steckel.
  - Escenografía: Teo Otto.
  - Intérpretes: Leonard Steckel (Galileo), Karl Paryla, Wolfgang Langhoff.

- Coronet Theatre, Los Ángeles, 30 de julio de 1947.
  - Dirección:  Joseph Losey.
  - Escenografía: Robert Davison.
  - Intérpretes: Charles Laughton (Galileo), Hugo Haas (Barberini), Frances Heflin (Virginia).

- Teatro Nacional Popular, París, 1963.
  - Dirección: Georges Wilson.
  - Intérpretes: Georges Wilson, François Leccia, Françoise Bertin, Michel Garland.

- Teatro Barceló, Madrid, 1976.[5]
  - Adaptación: Emilio Romero.
  - Escenografía: Enrique Alarcón.
  - Intérpretes: Ignacio López Tarso (Galileo), Ángel Ramos, Luisa Sala, Miguel Ayones, Manuel Calvo, Ignacio de Paúl, Esperanza Alonso.

- National Theatre, Londres, 1980.[6]
  - Dirección: John Dexter.
  - Intérpretes: Michael Gambon (Galileo)[7]

- Teatro Bellas Artes, Madrid, 1999.
  - Dirección: Santiago Sánchez.
  - Intérpretes: Manuel de Blas, luego sustituido por Vicente Cuesta (Galileo), Carles Montoliu (Andrea), Paca Ojea, luego sustituida por Paloma Paso Jardiel (Sra. Sarti).